# Міцена слизька
Міцена слизька (Mycena epipterygia) — вид грибів роду міцена (Mycena). Сучасну біномінальну назву надано у 1821 році.

## Будова

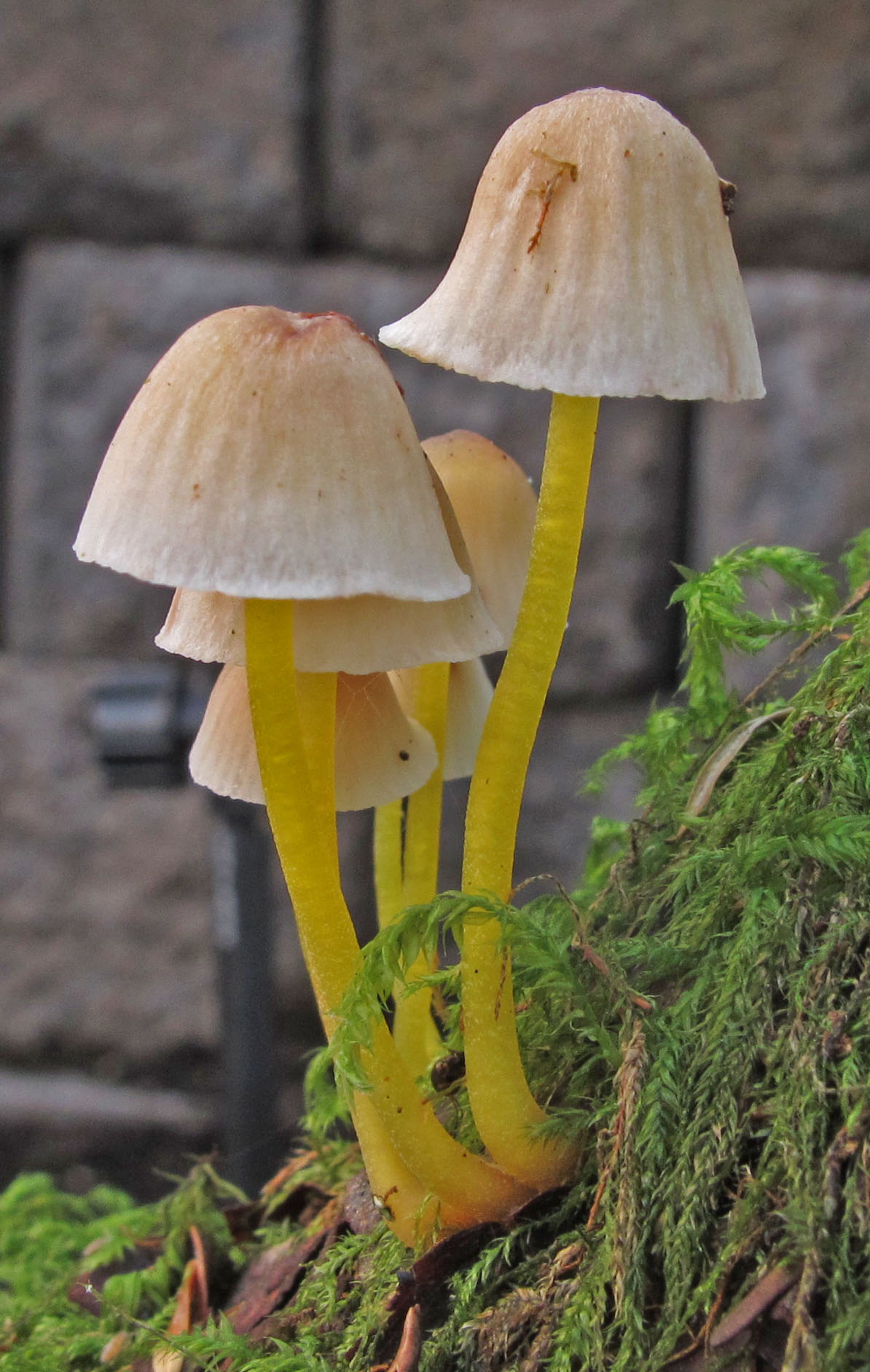
Міцена слизька в штаті Орегон, США

Ніжний блідо-коричневий гриб з дзвоникоподібною слизькою борознистою по краю шапинкою 1-2,5 см та стрункою слизькою жовтуватою ніжкою 10 см. Пластини жовтуваті. Спори білі. М'якуш має неприємний запах.

## Життєвий цикл
Плодові тіла з'являються у вересні-листопаді.

## Поширення та середовище існування
Росте під хвойними деревами. Схожий на Mycena leptocephala.
В Україні поширений на Правобережному Поліссі, в Лівобережному, Правобережному та Західному Лісостепу, та в Карпатах.

## Практичне використання
Не їстівний.